# Минка (река)
Минка — река в Челябинской области и Башкортостане. Правый приток реки Юрюзань.

## Описание
Длина реки 28 км, площадь водосборного бассейна 160 км². Исток находится в Салаватском районе Башкортостана, течение почти полностью проходит в границах Усть-Катавского городского округа Челябинской области по слабозаселённой лесистой местности.
Берёт начало на северо-западе хребта Башташ в 5 км к северо-западу от деревни Русское Ильчикеево. Течёт вдоль подножия хребта на юго-запад к селу Минка, от села поворачивает на запад. Впадает в Юрюзань по правому берегу в 221 км от её устья (вблизи бывшего посёлка Кочкари).
На реке имеется пруд у верхней окраины села.
Основные притоки (левые): ручьи Минка и Мордосский.

## Данные водного реестра
По данным государственного водного реестра России относится к Камскому бассейновому округу, водохозяйственный участок реки — Уфа от Нязепетровского гидроузла до Павловского гидроузла, без реки Ай, речной подбассейн реки — Белая. Речной бассейн реки — Кама.
Код объекта в государственном водном реестре — 10010201112111100023415.